# Bí mật hoa hướng dương
Maya Tawan (tiếng Thái: มายาตวัน, tên tiếng Việt: Bí mật hoa hướng dương) là bộ phim Thái Lan năm 2013 với sự tham gia của Atichart Chumnanon và Urassaya Sperbund. Bộ phim chiếu trên đài Channel 3 (CH3).

## Nội dung
KeaTawan (Aum) là một cậu bé nghèo cùng chị gái lớn lên ở nhà chứa. Vì để tương lai chị gái không phải giống như mẹ của họ nên hai chị em KeaTawan đã bỏ trốn và đến nương nhờ trong chùa cùng những đứa trẻ khác. Khi trưởng thành Tawan và những người bạn phải kiếm sống bằng những công việc chân tay như bồi bàn chỉ để trả học phí cho chị gái. Shane, một người bạn thân trước đây của Tawan được nhận nuôi bây giờ đã quay trở lại quyến rũ chị gái của Tawan và bán cô ấy vào nhà chứa. Tawan tìm kiếm chị gái khắp nơi và một ngày thấy được cô ấy trong nhà chứa và đang nghiện thuốc. Để trả viện phí chữa trị cho chị gái, Tawan chấp nhận trở thành một diễn viên nhưng không may cô chị qua đời. Bộ phim sau đó rất thành công và Tawan trở nên rất nổi tiếng nhưng Tawan không muốn cuộc sống riêng tư, đặc biệt là quá khứ và chuyện về chị gái bị phơi bày trước công chúng, đặc biệt là thông qua báo chí.
Vài năm sau, Tawan không còn là một ngôi sao điện ảnh mà trở thành một nhà thiết kế danh tiếng. Matana (Yaya) là một phóng viên đang cố phỏng vấn Tawan, có một kiện hàng được đưa đến cho tất cả tạp chí với bức hình Tawan đang sexy trước ống kính với chú thích là Tawan làm mẫu cho nhà chứa và anh ta là một trai bao. Vậy nên sếp của Matana đã cử cô đi đến Phuket, nơi Tawan đang đi nghỉ và có phỏng vấn anh. Trong khi thực hiện công việc được giao, Matana bị bệnh và Tawan không còn lựa chọn nào là mang Matana vào nhà…

## Diễn viên
- Atichart Chumnanon vai Khet Tawan (Pond)
- Urassaya Sperbund vai Mattana (Matt)
- Sornram Teppitak vai Shane Cross
- Apissada Kreurkongka vai Lisa
- Panchanida Seesaamram vai Boos
- Chumporn Teppitak vai Monk
- Arthur Benjakul vai Ak
- Mona Anuthida vai Sithi
- Pensri Pinthong vai
- Rasri Balenciaga (Margie) vai Waree
- Peeranee Kongthai (Matt) vai Mee
- Pakorn Chatborirak (Boy) vai Police Inspector Hirun

## Rating
| Tập        | Rating |
| ---------- | ------ |
| 1          | 5.6    |
| 2          | 6.2    |
| 3          | 6.2    |
| 4          | 6.2    |
| 5          | 6.7    |
| 6          | 7.0    |
| 7          | 7.2    |
| 8          | 6.8    |
| 9          | 6.5    |
| 10         | 7.3    |
| 11         | 7.9    |
| 12         | 7.3    |
| 13         | 10.3   |
| Trung bình | 7.02   |

## Ca khúc nhạc phim
- หนึ่งคำที่ล้นใจ / Neung Kum Tee Lon Jai - Pijika
- เพราะเธอ / Pror Tur - Potato
- เพลงใจค้นใจ / Pleng Jai Kon Jai - Unging